# UNID
La Universidad Interamericana para el Desarrollo (UNID) es una universidad privada mexicana creada en el año 2000. Con 50 campus, actualmente la UNID cuenta con presencia en más de la mitad de las entidades federativas que conforman al país. La universidad ofrece 20 licenciaturas y 50 progamas educativos de educación media superior y superior en las áreas de negocios, pedagogía y humanidades, derecho y ciencias sociales, diseño, enfermería, gastronomía e informática en las modalidades presencial, dual, ejecutiva y en línea. Como institución educativa, la UNID forma parte de la Federación de Instituciones Mexicanas Particulares de Educación Superior (FIMPES). Es reconocida por ser la única universidad en México que cuenta con un modelo dual certificado por la Duale Hochschule Latinoamérica (DHLA), inspirado en el modelo educativo de la Universidad Estatal Duale Hochschule Baden-Württemberg Mosbach de Alemania.

## Historia
La UNID fue creada el 4 de septiembre del año 2000 como una institución universitaria respaldada por el Consorcio Educativo Anáhuac (CEA) con acreditación institucional de la Secretaria de Educación Pública (SEP), fungiendo como su rectora fundadora la Dra. Isabel Ogalde Careada, quien dirigió la institución por 7 años. La primera sede en operación se estableció en la ciudad de Tlalnepantla, Estado de México, iniciando clases con una matrícula de 90 alumnos inscritos en 2 licenciaturas. A partir del año 2003, la UNID se constituyó como un Sistema Universitario Multisede expandiéndose a otros estados de la república. En 2011 obtuvo el reconocimiento de la UNESCO por la iniciativa de aprendizaje móvil y desde 2017, la universidad forma parte del grupo educativo TALISIS con más de 150 mil alumnos distribuidos en 7 países.

## Oferta educativa
La UNID ofrece 20 licenciaturas y un total de 50 programas educativos que abarcan el bachillerato en el nivel de educación media superior y licenciaturas y maestrías de posgrado en el nivel de educación superior en las áreas de negocios, pedagogía y humanidades, derecho y ciencias sociales, diseño, enfermería, gastronomía e informática en las modalidades presencial, dual (orientada a la teoría y la práctica laboral), ejecutiva (orientada al campo laboral) y en línea.

### Educación Media Superior
- Bachillerato

### Educación Superior
Licenciaturas Presenciales
- Licenciatura en Administración y Gestión Empresarial
- Licenciatura en Administración de Empresas Turísticas
- Licenciatura en Arquitectura
- Licenciatura en Ciencias de la Comunicación
- Licenciatura en Contabilidad y Finanzas
- Licenciatura en Comercio y Negocios Internacionales
- Licenciatura en Criminología y Criminalística
- Licenciatura en Ciencias Jurídicas
- Licenciatura en Diseño Gráfico
- Licenciatura en Diseño de Modas
- Licenciatura en Educación Física
- Licenciatura en Educación
- Licenciatura en Enfermería
- Licenciatura en Gastronomía
- Licenciatura en Ingeniería en sistemas computacionales
- Licenciatura en Mercadotecnia Estratégica
- Licenciatura en Pedagogía
- Licenciatura en Psicología
- Licenciatura en Psicología Organizacional

Licenciaturas Ejecutiva
- Licenciatura en administración de empresas
- Licenciatura en contabilidad
- Licenciatura en derecho
- Licenciatura en educación y tecnologías para el aprendizaje
- Licenciatura en mercadotecnia

Modelo Dual
- Administración Turística
- Comercio Internacional
- Dirección Empresarial
- Ingeniería Industrial
- Ingeniería en Desarrollo de Software

Licenciaturas en Línea
- Administración de empresas en línea
- Administración de empresas turísticas en línea
- Contabilidad en línea
- Derecho en línea
- Educación en línea
- Ingeniería en sistemas computacionales en línea
- Mercadotecnia en línea

Maestrías Presenciales
- Administración de Hospitales
- Energías Renovables
- Entrenamiento Deportivo
- Juicios Orales

Maestrías en línea
- Administración de Negocios
- Educación
- Juicios Orales
- Mercadotecnia
- Tecnologías de la Información

## Campus
La universidad cuenta con 46 campus en todo el país, distribuidos en 23 estados.
Aguascalientes
- UNID Campus Aguascalientes

Baja California
- UNID Campus Ensenada
- UNID Campus Tijuana

Campeche
- UNID Campus Campeche
- UNID Campus Ciudad del Carmen

Chiapas
- UNID Campus Tapachula

Ciudad de México
- UNID Campus Taxqueña

Coahuila
- UNID Campus Saltillo

Durango
- UNID Campus Durango
- UNID Campus Gómez Palacio

Estado de México
- UNID Campus Tejupilco
- UNID Campus Tlalnepantla
- UNID Campus Toluca
- UNID Campus Valle de Chalco

Guerrero
- UNID Campus Acapulco

Hidalgo
- UNID Campus Pachuca
- UNID Campus Tula

Jalisco
- UNID Campus Guadalajara
- UNID Campus Ocotlán
- UNID Campus Teepatitlán

Michoacán
- UNID Campus Cotija
- UNID Campus Ocolusen
- UNID Campus Sahuayo
- UNID Campus Uruapan

Nuevo León
- UNID Campus Monterrey

Oaxaca
- UNID Campus Juchitán
- UNID Campus Tuxtepec

Puebla
- UNID Campus Atlixco
- UNID Campus Puebla
- UNID Campus Tehuacán

Quintana Roo
- UNID Campus Cancún
- UNID Campus Chetumal
- UNID Campus Cozumel
- UNID Campus Playa del Carmen

San Luis Potosí
- UNID Campus San Luis Potosí

Sonora
- UNID Campus Ciudad Obregón
- UNID Campus Hermosillo

Tabasco
- UNID Campus Villahermosa

Tamaulipas
- UNID Campus Tampico

Veracruz
- UNID Campus Coatzacoalcos
- UNID Campus Tuxpan

Yucatán
- UNID Campus Francisco de Montejo
- UNID Campus Mérida Vista Alegre
- UNID Campus Tizimín

Zacatecas
- UNID Campus Fresnillo